# Grajenščak
Grajenščak (prekmursko Grajenšček) je naselje v Mestni občini Ptuj.